# Tulisaari (ö i Mellersta Finland, Äänekoski, lat 62,66, long 25,82)
Tulisaari är en ö i Finland. Den ligger i sjön Sumiainen och i kommunen Äänekoski i den ekonomiska regionen  Äänekoski ekonomiska region  och landskapet Mellersta Finland, i den centrala delen av landet, 280 km norr om huvudstaden Helsingfors. Öns area är 6,6 hektar och dess största längd är 460 meter i sydöst-nordvästlig riktning.